# 鈴木貴昭
鈴木 貴昭（すずき たかあき）は、日本のライター、小説家、脚本家。北海道出身。北海道大学文学部哲学科卒業。
別名義に、「闇文」「深闇 文貴（みやみ ふみたか）」 がある。
ミリタリー知識を活かして、SF作品の世界観設定や軍事考証などを多く担当している。

## 参加作品

### テレビアニメ
- LAST EXILE（2003年）脚本・文芸設定
- 爆裂天使（2004年）脚本・文芸設定
- ガン×ソード（2005年）設定考証
- SoltyRei（2005年 - 2006年）SF考証
- ウィッチブレイド（2006年）企画協力
- ストライクウィッチーズ（2008年）脚本・軍事考証・世界観設定
- 鉄のラインバレル（2008年 - 2009年）軍事設定協力
- ストライクウィッチーズ2（2010年）脚本・軍事考証・世界観設定
- ラストエグザイル -銀翼のファム-（2011年 - 2012年）脚本・軍事考証・SF考証
- うぽって!!（2012年）軍事考証
- ガールズ＆パンツァー（2012年 - 2013年）考証・スーパーバイザー
- デート・ア・ライブ（2013年）脚本・設定考証
- 銀河機攻隊 マジェスティックプリンス（2013年）脚本・SF考証・軍事考証
- ファンタジスタドール（2013年）世界考証
- バディ・コンプレックス（2014年）特殊設定協力
- とある飛空士への恋歌（2014年）脚本・軍事考証
- デート・ア・ライブII（2014年）設定考証
- GATE 自衛隊 彼の地にて、斯く戦えり（2015年 - 2016年）脚本・ミリタリー考証
- アクティヴレイド 機動強襲室第八係（2016年）SF考証
- ハイスクール・フリート（2016年）原案・脚本
- 少女終末旅行（2017年）設定考証
- ブレイブウィッチーズ（2018年）脚本・軍事考証・世界観設定
- ヴァイオレット・エヴァーガーデン（2018年）脚本・世界観設定
- 魔術師オーフェンはぐれ旅（2019年）脚本・世界観監修
- アルテ（2020年）設定考証・脚本
- 新サクラ大戦 the Animation（2020年）脚本
- 戦翼のシグルドリーヴァ（2020年）脚本・世界観設定・設定考証
- 第501統合戦闘航空団 ストライクウィッチーズ ROAD to BERLIN（2020年）脚本・軍事考証・世界観設定
- 装甲娘戦記（2021年）世界観設定・軍事考証
- マブラヴ オルタネイティヴ（2021年）脚本・軍事考証

### 劇場アニメ
- ストライクウィッチーズ 劇場版（2012年）脚本・軍事考証・世界観設定
- 劇場版 デート・ア・ライブ 万由里ジャッジメント（2015年）設定考証
- ガールズ＆パンツァー劇場版（2015年）考証・スーパーバイザー
- デジモンアドベンチャーtri.（2015年 - 2018年）脚本・設定考証
- ガールズ＆パンツァー最終章（2017年 - ）考証・スーパーバイザー
- ヴァイオレット・エヴァーガーデン 外伝 -永遠と自動手記人形-（2019年）脚本・世界観設定
- 劇場版 ハイスクール・フリート（2020年）原案・脚本
- 劇場版 ヴァイオレット・エヴァーガーデン（2020年）世界観設定
- デッドデッドデーモンズデデデデデストラクション（2024年）世界設定

### OVA
- ストライクウィッチーズ（2007年）ワールドコーディネーター
- ガールズ＆パンツァー これが本当のアンツィオ戦です！（2014年）脚本・考証・スーパーバイザー・素材提供
- ストライクウィッチーズ Operation Victory Arrow（2014年 - 2015年）脚本・軍事考証・世界観設定
- ハイスクール・フリート（2017年）原案・脚本

### Webアニメ
- OBSOLETE（2019年）武器考証

### 実写映画
- ファントム 開戦前夜（2013年）字幕監修

### ゲーム
- ゼノブレイド2（2017年 Nintendo Switch）設定考証協力[3]
- ハイスクール・フリート 艦隊バトルでピンチ！（2019年 iOS/Android）監修
- 新サクラ大戦（2019年 PlayStation 4）シナリオ
- ゼノブレイド3（2022年 Nintendo Switch）設定考証協力

### ラジオ
- 上坂すみれの装甲親衛歩兵連隊放送（2012年5月 - 2013年11月 ニコニコ生放送）パーソナリティ
- 1314式☆総合萌えミリ演習通信（2013年11月 - 2015年3月 ラジオ大阪）監修
- さくら兵団Vステ駐屯地（2013年12月 - ニコニコ生放送）パーソナリティ

## 著作

### 小説

#### 単行本
- ヴァルハラの戦姫 戦闘国家の饗宴 英雄降臨（2007年6月 ベストセラーズ） - 深闇文貴名義
- ストライクウィッチーズ アフリカの魔女 ケイズ・リポート（2012年3月 - 2014年2月 角川スニーカー文庫 全3巻） - 原作：島田フミカネ＆Project Kagonish
- ガールズ＆パンツァー劇場版（2016年11月 - 2017年2月 KADOKAWA 上下巻／2018年8月 MF文庫J 上下巻） - 原作：ガールズ＆パンツァー劇場版製作委員会

#### 未単行本化
- ばとしす（Battleship Sisters!）（「MC☆あくしず」創刊号 - 休載中） - キャラクターデザイン・イラスト：しのづかあつと

#### 単行本未収録
- 500overs in Africa - ストライクウィッチーズ2 オフィシャルファンブック コンプリートファイル（2010年12月 角川書店） - イラスト：京極しん、キャラクター原案：島田フミカネ

### 評論・ノンフィクション
- 少女艦艇學入門（2014年11月 イカロス出版） - イラスト：蒔島梓、飯沼俊規、汚狐

### 漫画原作
- セーラー服と重戦車（2007年12月 - 2012年5月 チャンピオンREDコミックス 全9巻／企画・脚本協力[1]）- 作画：野上武志
- 月の海のるあ（2008年4月 - 2009年11月 ヤングキングコミックス 全4巻／企画・脚本協力[1]） - 作画：野上武志
- 蒼海の世紀 王子と乙女と海援隊（2011年7月 - 2018年6月 CRコミックス 全7巻） - 作画：野上武志
- ガールズ＆パンツァー リボンの武者（2015年2月 - MFコミックス フラッパーシリーズ 既刊13巻） - 作画：野上武志、原作：ガールズ＆パンツァー製作委員会
- ガールズ＆パンツァー リトルアーミーⅡ（2015年8月 - 2016年4月 MFコミックス アライブシリーズ 全3巻／協力） - 作画：槌居、原作：ガールズ＆パンツァー製作委員会、協力：グラフィニカ
- アイゼンフリューゲル 弾丸の歌よ龍に届いているか（2016年9月 - 2018年11月 ビッグコミックス 全4巻／軍事考証） - 作画：七竈アンノ、原作：虚淵玄、原作イラスト：中央東口、メカデザイン：石渡マコト

## 作詞

### キャラクターソング
- ストライクウィッチーズシリーズ
  - リリーマルレーン（STRIKE WITCHES Ver.） - 歌：ミーナ・ディートリンデ・ヴィルケ（田中理恵）
  - 旅愁 - 歌：坂本美緒（千葉紗子）&宮藤芳佳（福圓美里）
  - 黒い瞳 - 歌：エイラ・イルマタル・ユーティライネン（仲井絵里香）&サーニャ・V・リトヴャク（門脇舞以）
  - 勝利せよ！ウィッチーズ - 歌：ミーナ・ディートリンデ・ヴィルケ（田中理恵）&エーリカ・ハルトマン（野川さくら）&ゲルトルート・バルクホルン（園崎未恵）
  - 巴里の屋根の下 - 歌：宮藤芳佳（福圓美里）&リネット・ビショップ（名塚佳織）&ペリーヌ・クロステルマン（沢城みゆき）
  - ムーンライト・セレナーデ - 歌：フランチェスカ・ルッキーニ（斎藤千和）&シャーロット・E・イェーガー（小清水亜美）
  - ラインの護り - 歌：ハイデマリー・W・シュナウファー（植田佳奈）